# نجمه خدمتی
نجمه خدمتی (زاده ۲۰ خرداد ۱۳۷۵ بیرجند) ورزشکار ایرانی و عضو تیم ملی تیراندازی ایران است. وی سابقه حضور در دو دوره بازی‌های المپیک را در سال‌های ۲۰۱۶ و ۲۰۲۰ را دارد.

## کسب سهمیه المپیک
وی در مسابقات تیراندازی جام جهانی و کسب سهمیه المپیک که از ۳ تا ۹ اردیبهشت در پکن برگزار شد، توانست نخستین سهمیه المپیک تابستانی ۲۰۲۰ را برای ایران به دست بیاورد.

## بازی‌های آسیایی
نجمه خدمتی با کسب نشان طلای تیراندازی تفنگ بادی ده متر بانوان در بازی‌های آسیایی ۲۰۱۴ در اینچئون کره جنوبی نخستین طلا آور ایران در این بازی‌ها لقب گرفت. وی قبل از این هم در همین روز به همراه نرجس امام‌قلی‌نژاد و الهه احمدی موفق به کسب نشان نقره تیمی این مسابقات شده بود. خدمتی در بازی های آسیایی ۲۰۱۸ تنها در ماده تیمی میکس شرکت نمود. او در بازی‌های آسیایی ۲۰۲۲ در ۴ ماده رقابت کرد.
|        | میزبان             | ورزشکار    | رویداد                    | مقدماتی | مقدماتی | فینال       | فینال       |
| امتیاز | میزبان             | ورزشکار    | رویداد                    | رتبه    | امتیاز  | رتبه        |             |
| ------ | ------------------ | ---------- | ------------------------- | ------- | ------- | ----------- | ----------- |
| ۲۰۱۴   | اینچئون، کره جنوبی | نجمه خدمتی | تفنگ بادی ۱۰ متر          | ۵۷۶     | ۱۰ Q    | ۲۰۷/۹       | طلا         |
| ۲۰۱۴   | اینچئون، کره جنوبی | نجمه خدمتی | تفنگ بادی ۱۰متر تیمی      |         |         | ۱۲۴۵/۹      | نقره        |
| ۲۰۱۴   | اینچئون، کره جنوبی | نجمه خدمتی | تفنگ بادی ۱۰متر میکس      | ۸۲۴/۴   | ۷       | راه نیافتند | راه نیافتند |
| ۲۰۱۸   | جاکارتا، اندونزی   | نجمه خدمتی | تفنگ بادی ۱۰متر میکس      | ۸۲۴/۴   | ۷       | راه نیافتند | راه نیافتند |
| ۲۰۲۲   | هانگژو ، چین       | نجمه خدمتی | تفنگ بادی ۱۰ متر          | ۶۲۰/۵   | ۳۸      | راه نیافت   | راه نیافت   |
| ۲۰۲۲   | هانگژو ، چین       | نجمه خدمتی | تفنگ بادی ۱۰ متر تیمی     |         |         | ۱۸۷۶        | ۵           |
| ۲۰۲۲   | هانگژو ، چین       | نجمه خدمتی | تفنگ سه وضعیت ۵۰ متر      | ۵۸۲     | ۱۵      | راه نیافت   | راه نیافت   |
| ۲۰۲۲   | هانگژو ، چین       | نجمه خدمتی | تفنگ سه وضعیت ۵۰ متر تیمی |         |         | ۱۷۴۲        | ۶           |

## المپیک
|        | میزبان               | ورزشکار    | رویداد               | مقدماتی | مقدماتی | فینال       | فینال       |
| امتیاز | میزبان               | ورزشکار    | رویداد               | رتبه    | امتیاز  | رتبه        |             |
| ------ | -------------------- | ---------- | -------------------- | ------- | ------- | ----------- | ----------- |
| ۲۰۱۶   | ریو دو ژانیرو، برزیل | نجمه خدمتی | تفنگ بادی ۱۰ متر     | ۴۱۵/۷   | ۱۱      | راه نیافت   | راه نیافت   |
| ۲۰۱۶   | ریو دو ژانیرو، برزیل | نجمه خدمتی | تفنگ سه وضعیت ۵۰ متر | ۵۸۳     | ۶ Q     | ۴۰۲/۳       | ۸           |
| ۲۰۲۰   | توکیو، ژاپن          | نجمه خدمتی | تفنگ سه وضعیت ۵۰ متر | ۱۱۶۵    | ۱۸      | راه نیافت   | راه نیافت   |
| ۲۰۲۰   | توکیو، ژاپن          | نجمه خدمتی | تفنگ بادی ۱۰متر میکس | ۶۲۴/۹   | ۱۵      | راه نیافتند | راه نیافتند |

## المپیک جوانان
|        | میزبان       | ورزشکار    | رویداد                        | مقدماتی             | مقدماتی             | فینال       | فینال       |
| امتیاز | میزبان       | ورزشکار    | رویداد                        | رتبه                | امتیاز              | رتبه        |             |
| ------ | ------------ | ---------- | ----------------------------- | ------------------- | ------------------- | ----------- | ----------- |
| ۲۰۱۴   | نانجینگ، چین | نجمه خدمتی | تفنگ بادی ۱۰ متر              | ۴۱۶٫۳               | ۲                   | ۱۶۳٫۹       | ۴           |
| ۲۰۱۴   | نانجینگ، چین | نجمه خدمتی | تفنگ ۱۰ متر میکس (اینترنشنال) | حذف از یک‌هشتم نهایی | حذف از یک‌هشتم نهایی | راه نیافتند | راه نیافتند |

## رکوردها
نجمه خدمتی از سال ۲۰۱۴ تا ۲۰۱۶ رکورد دار فینالِ جوانان جهان بود.
نجمه خدمتی همچنین رکورددار ملی تیراندازی بانوان ایران می‌باشد.